# جورج أبرغيس
جورج أبرغيس (بالفرنسية: Georges Aperghis )‏ (و. 1945  م) هو ملحن، وموسيقي، ومؤلف من اليونان، وفرنسا، ولد في أثينا.

## جوائز
حصل على جوائز منها:
- نيشان الفنون والآداب من رتبة قائد (17 يناير 2013)[4]
- جائزة المنافسة العامة  [لغات أخرى]‏ (1946)

## وصلات خارجية
- جورج أبرغيس على موقع IMDb (الإنجليزية)
- جورج أبرغيس على موقع مونزينجر (الألمانية)
- جورج أبرغيس على موقع ميوزك برينز (الإنجليزية)
- جورج أبرغيس على موقع أول ميوزيك (الإنجليزية)
- جورج أبرغيس على موقع ديسكوغز (الإنجليزية)
- جورج أبرغيس على موقع قاعدة بيانات الفيلم (الإنجليزية)

- جورج أبرغيس في قاعدة بيانات الأفلام على الإنترنت